# Hubîn, Ivankiv
Hubîn (în ucraineană Губин) este un sat în comuna Hornostaipil din raionul Ivankiv, regiunea Kiev, Ucraina.

## Demografie
Componența lingvistică a localității Hubîn
     Ucraineană (97,25%)
     Rusă (2,75%)
Conform recensământului din 2001, majoritatea populației localității Hubîn era vorbitoare de ucraineană (97,25%), existând în minoritate și vorbitori de rusă (2,75%).